# Carne-de-sol

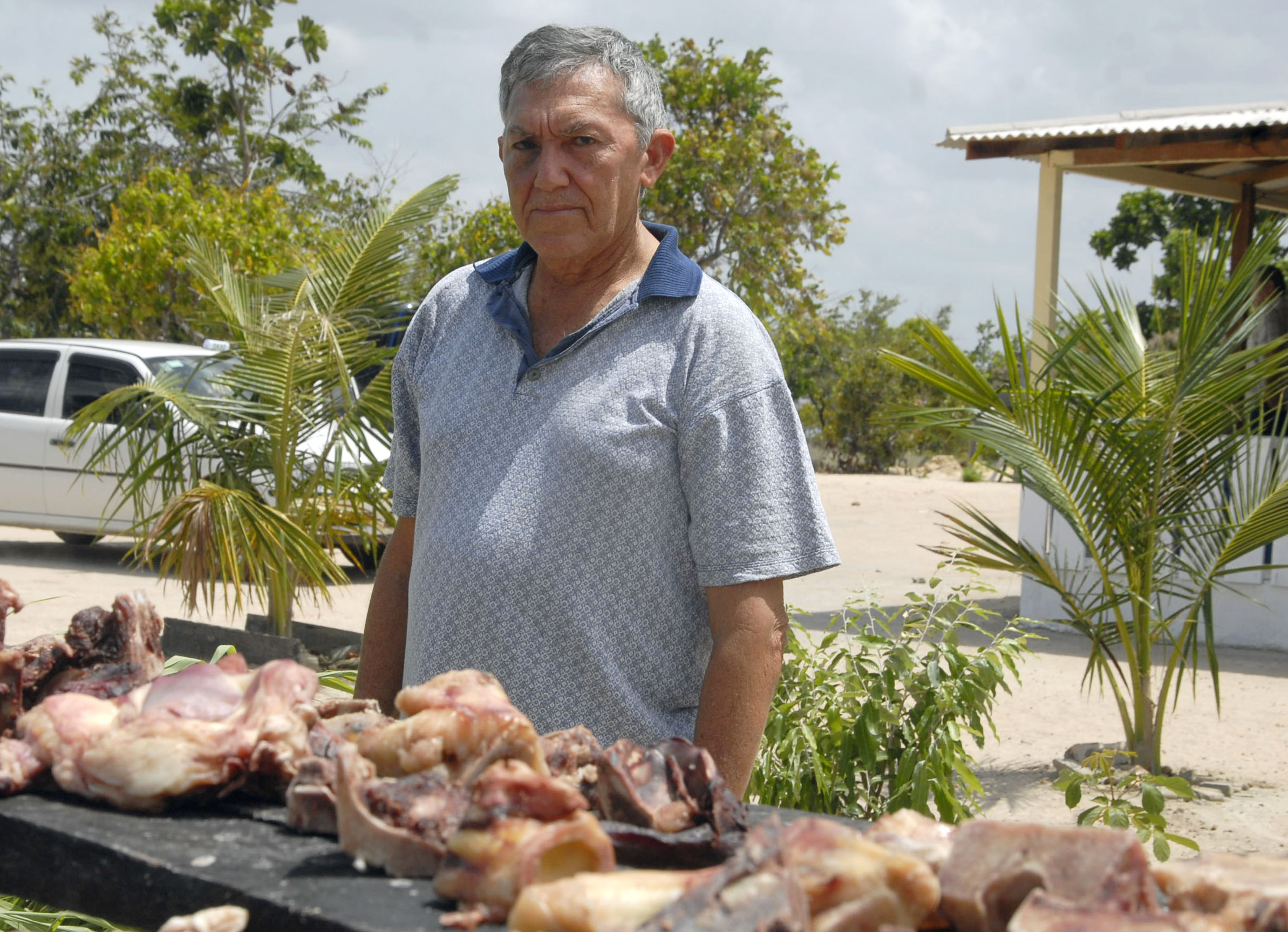
Carne-de-sol.

Carne-de-sol (a veces también denominado: jabá) es un preparado brasileño a base de carne seca (expuesta al sol) durante cerca de cuatro días. Suele denominarse también en diferentes partes de Brasil como carne-de-sertão, carne serenada, carne-de-viagem, carne-mole, carne-do-vento, cacina o carne acacinada. 

## Orígenes

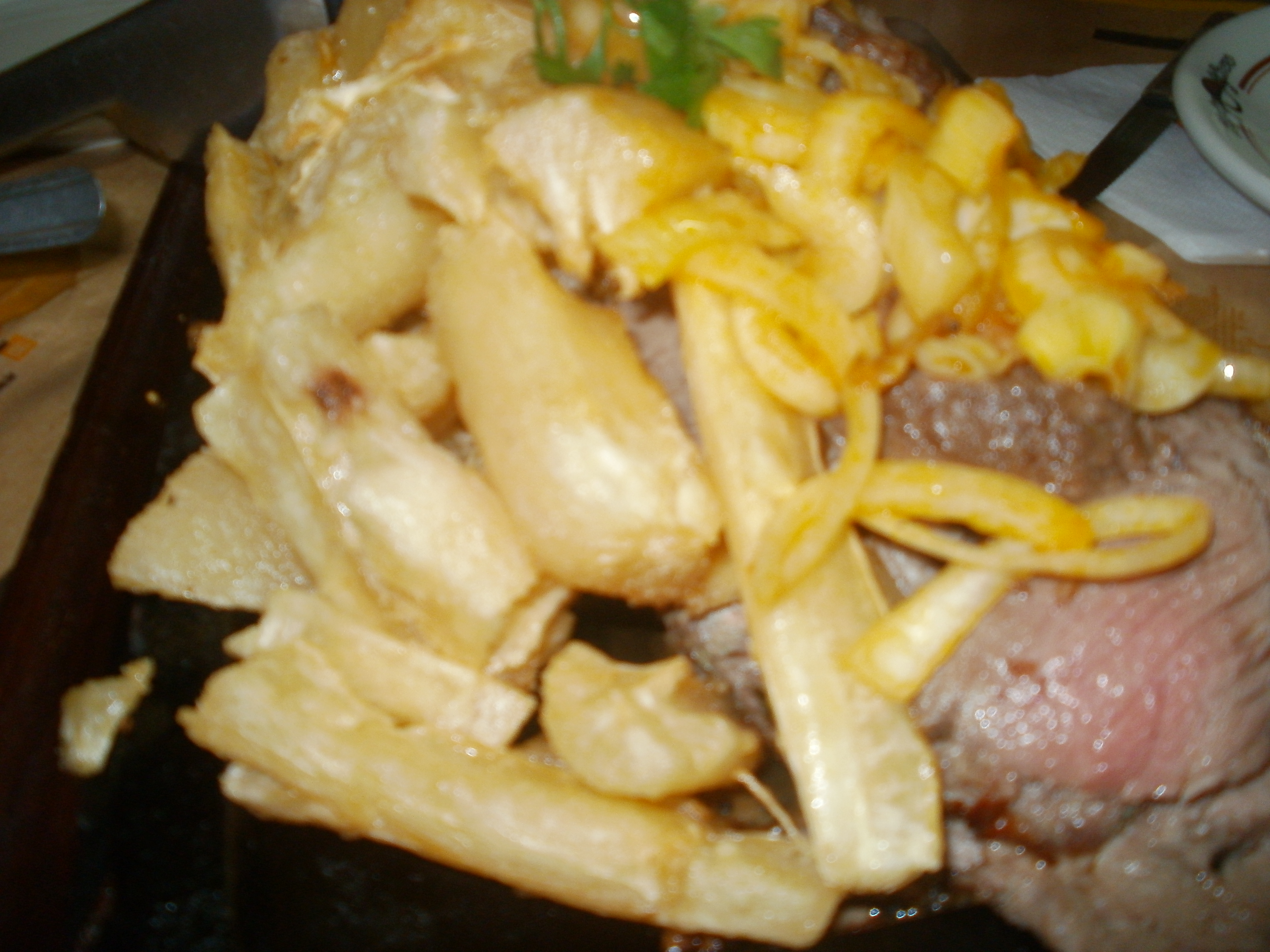
Plato con carne de sol, yuca y cebolla en un restaurante de cocina del noreste de Río de Janeiro

Según varios estudiosos el proceso de salazón y exposición de la carne al sol tiene sus orígenes prehistóricos. Se sabe que es poco probable que este alimento tenga como origen los grupos indígenas ya que éstos no solían conservar los alimentos. Sin embargo los portugueses tenían la costumbre de conservar alimentos mediante el secado de los mismos, y como por ejemplo las uvas pasas y el bacalao en salazón. Es muy posible que en los primeros siglos de la colonización se empleara este método con la carne, para que fuera posible transportar carne al interior y que fuera comestible.
Su origen en Brasil se atribuye a los sertanejos (personas que viven en el campo semiárido), que desarrollaron esta receta local para preservar la carne. Hoy en día, el plato es tradicional y típico de toda la región del noreste, y en restaurantes de todo el país.

## Características
Hoy en día en Brasil, las carnes en salazón más típicas pueden ser resumidas en una palabra: carne-de-sol, carne seca y charque. La diferencia reside básicamente en la técnica de preparación. Todas son realizadas, preferentemente, con carne bovina, siendo que la carne de sol después de cortada y ligeramente salada es dejada al aire en locales cubiertos y bien ventilados, pasando por un leve proceso de deshidratación. Como exige un clima muy seco, la preparación de la carne de sol legítima sólo es posible en las regiones semiáridas del Nordeste de Brasil. Un secado rápido, formando una especie de cáscara protectora que conserva la parte interior de la carne en humedad. La preparación de la carne-seca sigue el mismo proceso básico, solo que lleva más sal y emplea más tiempo en ser expuesta al sol. El charque pasa por un proceso más elaborado, normalmente en industrias, es prensado y acondicionado en embalajes de plástico al vacío.